# إنديانابوليس 500 سنة 1973
سباق إنديانا بوليس -500 ميل 1973 أقيم في حلبة إنديانابوليس موتور سبيدواي في 1973 وفاز في السباق غوردون جونكوك من فريق باتريك راسينغ بمتوسط سرعة 159.036 ميل/س (255.944 كم/س).
وكان أول المنطلقين جوني رذرفورد بسرعة 198.413 ميل/س (319.315 كم/س).